# Enrico Patti
Pour les articles homonymes, voir Patti (homonymie).
Enrico Patti (né le 13 octobre 1896 à Novare dans le Piémont et mort le 16 octobre 1973 dans la même ville) est un joueur italien de football, qui évoluait au poste de défenseur ou de milieu de terrain.
Il est notamment connu pour être le créateur d'un des clubs de football de sa ville natale, le SSN Novare, créé en 1926, dans la ville où une rue porte aujourd'hui son nom (la Via Patti).

## Biographie
En 1927, il rejoint pour finir sa carrière le important club de sa région, la Juventus pour une saison. Il joue son premier match le 16 octobre 1927 lors d'une victoire à domicile 1-0 contre Bologne, et son dernier match le 5 février 1928 lors d'une défaite à l'extérieur 2-1 contre Pro Patria.